# Microdipodops pallidus
Microdipodops pallidus är en däggdjursart som beskrevs av Clinton Hart Merriam 1901. Microdipodops pallidus ingår i släktet dvärgkänguruspringmöss, och familjen påsmöss. IUCN kategoriserar arten globalt som livskraftig.
Inga underarter finns listade i Catalogue of Life. Wilson & Reeder (2005) skiljer mellan fem underarter.

## Utseende
Arten når en kroppslängd (huvud och bål) av 15 till 17 cm och en svanslängd av 7,4 till 9,4 cm. Vikten är 10 till 17 g. Liksom den andra arten i släktet har Microdipodops pallidus stora bakfötter som är 2,5 till 2,7 cm långa. Den mjuka pälsen är på ovansidan ljusbrun till krämfärgat och undersidan har vit päls. I motsats till mörk dvärgkänguruspringmus förekommer ingen mörk spets vid svansen.

## Utbredning och habitat
Microdipodops pallidus lever i västra USA i Nevada och angränsande delar av Kalifornien. Utbredningsområdet ligger cirka 1200 till 1750 meter över havet. Habitatet utgörs av öknar med glest fördelade buskar.

## Ekologi
Denna gnagare är aktiv på natten och vilar på dagen i enkla underjordiska bon. Den hoppar omkring på sina bakben liksom en känguru. Arten äter främst frön som kompletteras med gröna växtdelar och några insekter. Vätskebehovet täcks nästan helt med födan. Microdipodops pallidus transporterar födan i sina kindpåsar till boet och skapar förråd. Arten lagrar även fett i svansen före den kalla årstiden men den håller inte lika länge vinterdvala som den andra arten i släktet.
Honor har på sommaren en eller flera kullar. Per kull föds två till sju ungar.